# Thelyphonus feuerborni
Thelyphonus feuerborni är en spindeldjursart som beskrevs av Werner 1932. Thelyphonus feuerborni ingår i släktet Thelyphonus och familjen Thelyphonidae. Inga underarter finns listade i Catalogue of Life.